# فيليكس ايمري
فيليكس ايمري (بالألمانية: Felix Imre)‏ هو خياط نمساوي، ولد في 19 نوفمبر 1917 في Pottenstein, Austria ‏ في النمسا، وتوفي في 2 نوفمبر 1943 بسبب مقصلة.